# ادوارد اگورو
ادوارد اگورو (روسی: Эдуард Васильевич Егоров؛ زادهٔ ۷ ژانویهٔ ۱۹۴۰) بازیکن واترپلو اهل روسیه است.